# Baskisk pelota vid panamerikanska spelen 2003
Baskisk pelota vid panamerikanska spelen 2003 spelades i Santo Domingo, Dominikanska republiken.

## Medaljsummering

### Damernas grenar
| Gren                  | Guld   | Silver    | Brons |
| Damsingel i frontenis | Mexiko | Argentina | Kuba  |

### Herrarnas grenar
| Gren                   | Guld   | Silver | Brons     |
| Herrsingel i frontenis | Mexiko | Kuba   | Argentina |

### Öppna grenar
| Gren                  | Guld      | Silver | Brons     |
| Goma frontón          | Argentina | Mexiko | Kuba      |
| Singel i mano frontón | Kuba      | Mexiko | Venezuela |
| Dubbel i mano frontón | Mexiko    | Kuba   | Venezuela |
| Cuero frontón         | Argentina | Mexiko | Uruguay   |